# Le Thier (Ferrières)
Pour les articles homonymes, voir Le Thier.
Le Thier appelé aussi Le Thier de Ferrières est un hameau de la commune belge de Ferrières en province de Liège. 
Avant la fusion des communes, le hameau faisait déjà partie de la commune de Ferrières.

## Situation
Comme son nom l'indique, Le Thier se situe sur une hauteur dominant le centre du village de Ferrières qui se trouve à moins d'un kilomètre au nord.

## Description
Dans un environnement de prairies entourées de bois, le hameau d'origine est constitué de fermettes bâties en pierre calcaire ou en moellons de grès.